# Tomáš Drucker

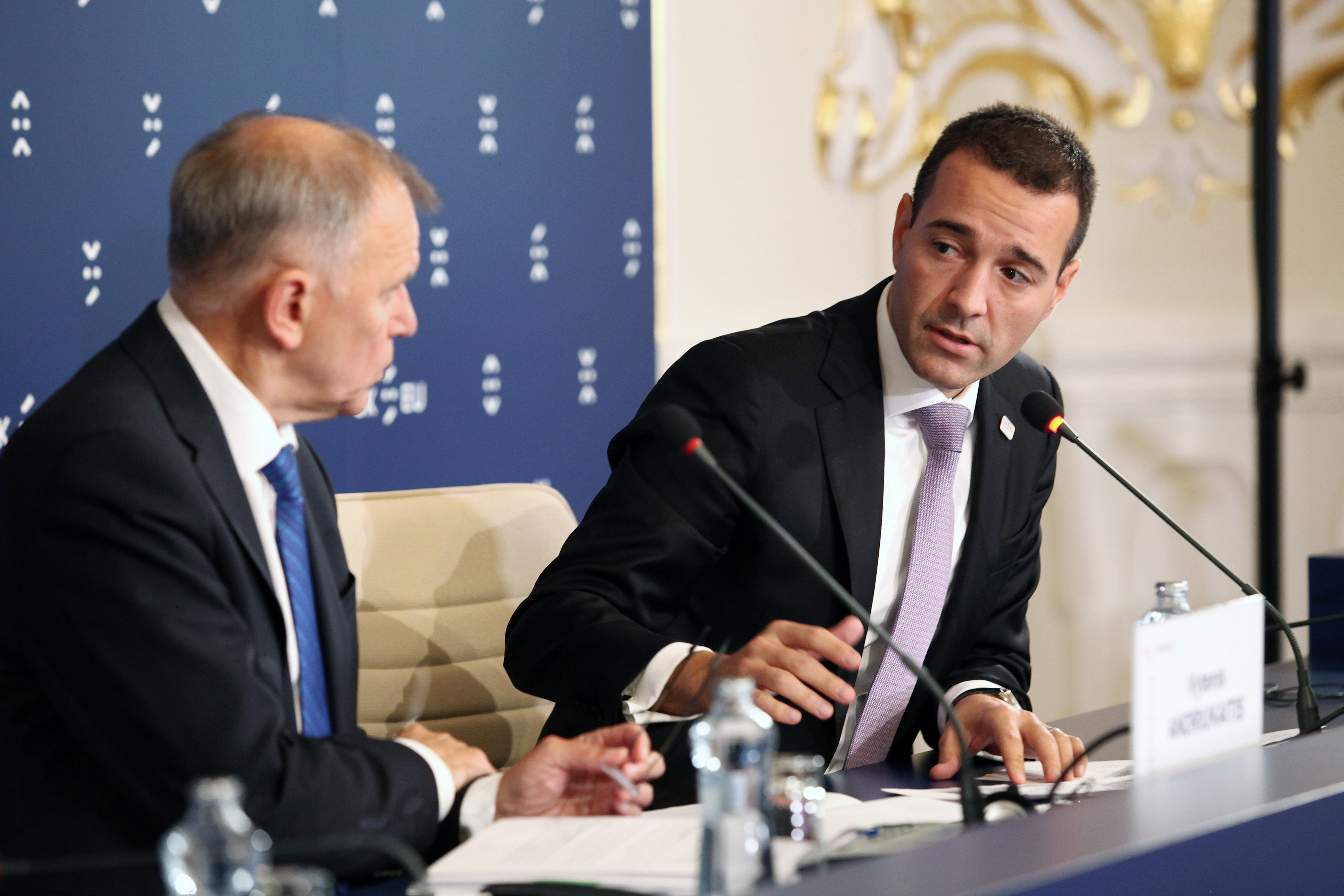
Tomáš Drucker (rechts) mit dem EU-Kommissar für Ernährung und Gesundheit Vytenis Andriukaitis (LSDP), Präsidentschaft der Slowakei 2016

Tomáš Drucker (* 20. Juli 1978 in Bratislava) ist ein slowakischer Manager und Politiker (Hlas, zuvor Dobrá Voľba). Seit Oktober 2023 ist er Bildungsminister im Kabinett von Robert Fico.

## Leben
Drucker studierte an der Slowakischen Technischen Universität in Trnava Angewandte Informatik und Automatisierungstechnik, anschließend absolvierte er ein juristisches Studium an der Universität Trnava. Im Jahr 2023 erhielt er einen Sloan Master in Management and Leadership (MSc Sloan) an der London Business School.
Zwischen 1997 und 2012 arbeitete Drucker in der Privatwirtschaft in Führungspositionen und war ab 2006 Mitglied in den Vorständen verschiedener öffentlicher Unternehmen.
Im Jahr 2012 wurde Drucker CEO von Slovenská pošta, einem staatlichen Postdienstleistungsunternehmen, das er profitabel machte, ohne großangelegte Entlassungen vorzunehmen. Drucker hatte einen grundlegenden Einfluss auf das positive Management und schuf neue Dienstleistungsbereiche.

## Politik
Als Gesundheitsminister konzentrierte sich Drucker auf die Digitalisierung des slowakischen Gesundheitssystems. In den ersten sechs Monaten stornierte er Verträge im Wert von etwa 18 Millionen Euro und die Lieferung des Informationssystems für die Chipkarte der Versicherten. Später fasste Drucker seine Arbeit bei TA3 wie folgt zusammen: „Wir setzen Veränderungen im Bereich des Krankenhausmanagements so um, dass es heute weniger Einzelentscheidungen, sondern satzungsmäßige kollektive Gremien gibt.“
Nach dem Mord an Ján Kuciak wurde Drucker im März 2018 zum Innenminister ernannt. Er nach weniger als einem Monat zurück, da er argumentierte, er sehe sich nicht als die authentische, einigende Figur, die für diese Aufgabe notwendig sei.
Im Jahr 2019 gründete Drucker die Partei Dobrá Voľba (Gute Wahl) und wurde ihr Vorsitzender. Die Partei erhielt bei den slowakischen Parlamentswahlen 2020 3,06 % der Stimmen, was deutlich unter der 5%-Hürde für die Parlamentsvertretung liegt, aber gerade genug, um die 3%-Hürde zu überschreiten, die politische Parteien für öffentliche Finanzierung berechtigt. Er trat 2022 als Parteivorsitzender zurück, nach eigenen Angaben, um sich auf den Erwerb des Master of Science in Leadership and Strategy (MSc Sloan) an der London Business School zu konzentrieren.
Drucker trat bei den slowakischen Parlamentswahlen 2023 auf der Liste der Partei Hlas an. Ende Oktober 2023 wurde er von Robert Fico zum Minister für Bildung, Forschung, Entwicklung und Jugend der Slowakei ernannt. Er setzte die Arbeit seiner Vorgänger fort, indem er die neue Lehrplanreform für Grundschulen vorantrieb. Er stellte ein Programm von Veränderungen vor, das 40 Projekte umfasste, darunter Änderungen der Kindergartenfinanzierung, Reformen der weiterführenden Schulen, Hochschulfinanzierung, Desegregation und Inklusion. Seine wichtigste Priorität war die Unterstützung der psychischen Gesundheit von Kindern und Lehrern. Im Jahr 2024 führte er die sogenannten Ausgleichszulagen für Lehrer ein, die bei einigen Pädagogen Unzufriedenheit auslösten.